# Новгородська губернія
Но́вгородська губе́рнія — адміністративно-територіальна одиниця Російської імперії (1727—1927) з центром у місті Новгороді.
За площею (1859—1917) — 11-е в європейській частині Росії територіальне утворення.

## Історія
З VIII—IX століття (з 862) — Новгородська Республіка, (анексована Московією в 1478).
З 1708 — у складі Інгерманландської губернії.
1727 року з Санкт-Петербурзької губернії виділено Новгородську губернію у складі 5 провінцій.
З 1921 — у складі Північно-Західної області.
З 1 серпня 1927 — у складі Ленінградської області.
З 5 липня 1944 — самостійний суб'єкт за назвою Новгородська область.

## Поділ

### 1727 року
В 1727 Новгородська губернія складалася з 5 провінцій:
- Білозерська провінція (Білозерський, Каргопольський, Устюженський і Чарондський повіти),
- Великолуцька провінція (Великолуцький, Торопецький і Холмський повіти),
- Новгородська провінція (Новгородський, Новоладозький, Олонецький, Порховський, Староладозький і Староруський повіти),
- Псковська провінція (Гдовський, Заволоцький, Ізборський, Островський, Пусторжевський і Псковський повіти),
- Тверська провінція (Зубцовський, Ржевський, Тверській, Новоторзький і Старицький повіти).

У 1770 році були скасовані Староладозький повіт у Новгородській провінції й Чарондський повіт у Білозерській провінції.
Після першого поділу Польщі у 1772 році з приєднаних земель була утворена Псковська губернія (центром губернії було місто Опочка), до якої були віддані 2 провінції Новгородської губернії - Великолуцька й Псковська (без Гдовського повіту, що передано до Новгородської провінції). Також було утворено Осташковський повіт у Тверській провінції.
У 1773 році за наказом Катерини II утворена Олонецька провінція (складалася з 2 повітів і 1 округи). У тому ж році утворені Валдайський, Боровіцький і Тихвинський повіти Новгородської провінції.
У 1775 році створено окреме Тверське намісництво, де ввійшли Тверська провінція й Вишньоволоцький повіт Новгородської провінції. 
1775 року було скасовано поділ на провінції; всі повіти перейшли безпосередньо в губернське підпорядкування.
У 1776 році була реформована Псковська губернія з Псковської і Великолуцької провінцій старої Псковської губернії і Порховського, Гдовського повітів, а також деяких погостів Новгородського повіту Новгородської провінції.
1776 року утворено Новгородське намісництво з решти Новгородської губернії, що було розділене на:
- Новгородську область (Білозерський, Боровіцький, Валдайській, Кірилівський, Крестецька, Новгородський, Новоладожський, Староруський, Тіхвінський і Устюженський повіти),
- Олонецьку область (Вітегорський, Каргопольський, Олонецький, Паданський і Петрозаводський повіти).